# Ибатуллин, Равиль Рустамович
Равиль Рустамович Ибатуллин (30 августа 1958, Лениногорск, Татарская АССР ) — доктор технических наук (1995), профессор (2011), действительный член Академии наук РТ (2004), трижды лауреат премий Правительства РФ в области науки и техники (1995, 2006, 2012), лауреат Государственной премии РТ в области науки и техники (1999), директор ТатНИПИнефть (2000—2014).

## Биография
Родился 30 августа 1958 г. в г. Лениногорск Татарской АССР.
В 1980 г. окончил с отличием МИНХ и ГП им. И. М. Губкина по специальности «Технология и комплексная механизация разработки нефтяных и газовых месторождений»,
В 1994 г. окончил магистерский курс Йоркского университета (г. Торонто, Канада) по специальности «Деловое администрирование». Окончил аспирантуру при МИНХ и ГП им. И. М. Губкина и в защитил кандидатскую диссертацию.
Ибатуллин Равиль Рустамович широко известный специалист в области разработки нефтяных месторождений, увеличения нефтеотдачи и интенсификации добычи нефти, микробиологических методов борьбы с нефтяными загрязнениями. Под его руководством подготовлено девять докторских и девятнадцать кандидатских диссертаций. Он является автором более 700 научных трудов, в том числе 12 монографий, 270 патентов РФ на изобретения, 29 патентов РФ на полезные модели, 11 зарубежных патентов на изобретения. Входит в состав совета по защите докторских и кандидатских диссертаций при ТатНИПИнефть, член редколлегий российского журнала «Нефтяное хозяйство» и азербайджанского журнала «Научные труды НИПИнефтегаз», член Общества инженеров нефтегазовой промышленности  (Society of Petroleum Engineers (SPE).

## Трудовая деятельность
- 1985—1997 гг. – старший научный сотрудник, заведующий лабораторией отдела повышения нефтеотдачи пластов института «ТатНИПИнефть» в г. Бугульма;
- 1997—2000 гг. – первый заместитель директора по научной работе;
- 2000—2014 гг. – директор института «ТатНИПИнефть» в г. Бугульма;
- с 2014 г. – директор TAL Oil Ltd.

## Награды
- медаль Ордена «За заслуги перед Отечеством» II степени (2009),
- медаль «В память 1000-летия Казани» (2005)
- «В ознаменование добычи трёхмиллиардной тонны нефти Татарстана» (2007), «150 лет со дня рождения В.И. Вернадского» (2013);
- Удостоен звания «Почётный нефтяник» Министерства промышленности и энергетики РФ (2006),
- Почётная грамота Республики Татарстан (1996),
- Благодарственные письма: Президента Республики Татарстан (2008), Государственного Совета Республики Татарстан (2006), Кабинета Министров Республики Татарстан (2010),
- нагрудный знак «Отличник изобретательства и рационализации» (2006), «За заслуги в ОИР» (2012).

## Публикации
- Увеличение нефтеотдачи на поздней стадии разработки месторождений. Enhanced oil recovery at late stage of oil field development : теория, методы, практика. М. : Недра, 2004 (ППП Тип. Наука) Архивная копия от 30 ноября 2021 на Wayback Machine
- Гидравлический разрыв карбонатных пластов. Hydraulic fracturing of carbonate formations. Москва : Нефтяное хоз-во, 2013 Архивная копия от 30 ноября 2021 на Wayback Machine
- Актуальные проблемы геологии и разработки нефтяных месторождений Татарстана. - Изд. 1-е. - Москва : Закон и порядок, 2006. Архивная копия от 30 ноября 2021 на Wayback Machine